# Parque nacional de Op Luang
El parque nacional de Op Luang (en tailandés, อุทยานแห่งชาติออบหลวง) es un área protegida del norte de Tailandia, dentro de la provincia de Chiang Mai. Se extiende por una superficie total de 553 kilómetros cuadrados y fue declarado en 1991 como el 68.º parque nacional del país. Este parque tiene un paisaje espectacular de cañón de río, cascadas y cuevas.